# La Peau d'un espion
Pour plus de détails, voir Fiche technique et Distribution.
La Peau d'un espion (Die Botschafterin) est un film allemand réalisé par Harald Braun et sorti en 1960.

## Synopsis
Helen Cuttler est une jeune journaliste déterminée à enquêter sur les stars et les starlettes. Elle est prête à tout pour sa carrière. Elle postule comme hôtesse de l'air dans une compagnie aérienne de luxe, et son nouveau travail s'avère être un tremplin. Elle sauve le président des États-Unis d'une situation difficile, ce qui lui vaut un emploi dans le service diplomatique. Elle est autorisée à représenter l'Allemagne dans le monde entier en tant qu'ambassadrice.

## Fiche technique
- Titre original : Die Botschafterin
- Titre anglais : The Ambassador
- Réalisation : Harald Braun
- Scénario : Harald Braun et Rolf Thiele, d'après un roman de Hans Wolfgang[2]
- Production : Filmaufbau
- Photographie : Friedl Behn-Grund
- Musique : Werner Eisbrenner
- Montage : Caspar van den Berg
- Durée : 114 minutes[3]
- Date de sortie : 16 septembre 1960 (Allemagne de l'Ouest)

## Distribution
- Nadja Tiller : Helen Cuttler
- Hansjörg Felmy : Jan Möller
- James Robertson Justice : Robert Morrison
- Irene von Meyendorff : Ruth Ryan
- Günther Schramm : Jim Cowler
- Joseph Offenbach : Monsieur Labiche
- Ilse Trautschold
- Harald Maresch : Burgsteller
- Martin Berliner : Bill Clark
- Brigitte Rau : Dorothy, secrétaire
- Hans Leibelt : le Président
- Eva Pflug : Miss Caldwell
- Walter Tarrach :Protokollchef
- Ingeborg Wellmann
- Käte Alving
- Heinz Spitzner
- Hans Paetsch
- Wilhelm Borchert : le Ministre